# Čechovy sady
Čechovy sady är en park i staden Olomouc i Tjeckien.